# Why Does E=mc2?
Why Does E=mc²? (And Why Should We Care?) är en bok av den teoretiska fysiker Brian Cox och Jeff Forshaw, utgiven 2009. Boken syftar till att ge en förklaring om relativitetsteorin som är förståelig för den "allmänna läsaren". Författarna förklarar också vad Einsteins mest berömda ekvation E=mc² står för.